# 원주삼육초등학교
원주삼육초등학교는 대한민국 강원특별자치도 원주시에 있는 사립 초등학교이다.

## 학교 연혁
- 1956년 5월 4일 : 원주시 중앙동 142번지 교회내에 삼육초등학교 설립(초대 교장 김창주 목사)
- 1958년 5월 7일 : 원주시 평원동 273번지에 교실 신축
- 1963년 12월 3일 : 원주삼육초등학교로 정식 인가
- 1964년 3월 3일 : 원주시 원동 산139번지 건평 66평 교사 신축 이전
- 1984년 10월 31일 : 원주시 무실동에 초중고 신축교사 기공식 거행(연건평2,585평)
- 1986년 10월 20일 : 원주시 무실동 산139번지로 학교 이전
- 1998년 12월 20일 : 특별실 4교실, 보통 교실 4교실 증축
- 2003년 10월 20일 : 6개 교실 증축 및 사택 신축
- 2004년 3월 1일 : 신입생 1학급 영어학급(이멀젼 클래스)운영 시작
- 2007년 6월 1일 : 멀티미디어관(특별실 12실, 1447.2평방미터)준공
- 2009년 12월 10일 : 창조과학관 개관
- 2010년 2월 27일 : 기악실 및 특별실 준공(9실)
- 2010년 3월 5일 : 예배당 건축, 특별교실 8개실 증축
- 2011년 3월 1일 : 18학급 인가
- 2012년 8월 26일 : 교실 리모델링(본관 19개 교실)
- 2012년 12월 26일 : 급식실 리모델링
- 2013년 8월 23일 : 본관 및 한빛관 창호 교체
- 2013년 8월 23일 : 본관, 예지관, 사택 지붕 개량
- 2013년 9월 13일 : 옹벽 보수 및 보강
- 2014년 8월 21일 : 본관 복도 및 신발장 환경 개선 공사
- 2014년 11월 13일 : 다목적 홀 건축 설계 진행 중
- 2015년 2월 12일 : 제57회 졸업식(졸업생 74명 계 1,355명)

## 참고 자료
- 원주삼육초등학교 - 한국교육학술정보원 학교알리미

## 같이 보기
- 삼육식품
- 삼육학원